# Michaël Zumstein
Pour les articles homonymes, voir Zumstein (homonymie).
Michaël Zumstein est un photojournaliste et cinéaste-documentariste franco-suisse né le 16 avril 1970 à Bagneux. Il est récompensé en 2014 et en 2019 par un Swiss Press Photo Award.

## Biographie
Michaël Zumstein naît à Bagneux le 16 avril 1970. Diplômé de l’École supérieure de photographie de Vevey, il est membre de l’agence L’Œil public pendant 10 ans, avant de rejoindre l’Agence VU en 2010. Il est basé à Paris.
Photojournaliste d’investigation, ses reportages couvrant régulièrement les conflits en République démocratique du Congo, en Côte d'Ivoire, au Soudan, au Liberia ou au Nigeria sont publiés la presse internationale (Le Monde, L’Express, Courrier international, Internazionale), et récompensés à deux reprises par un Swiss Press Photo Award.
En 2019, Michaël Zumstein joue son propre rôle dans le film Camille de  Boris Lojkine, et a entraîné l’actrice Nina Meurisse qui interprète la photojournaliste Camille Lepage tuée en mai 2014 en République centrafricaine.
En 2020, il obtient la première bourse Canon du documentaire vidéo court-métrage/Visa pour l'image, pour son projet de reportage sur le concours de beauté Miss en Afrique

## Publications
- Coupé du monde, texte d’Emmanuel Davidenkoff, éditions Motorino/éditions du Cardinal, 1998  (ISBN 2-911461-10-X)
- L’Œil public, quinze ans d’histoires. Du photojournalisme à la photographie documentaire, Democratic Books, 2010  (ISBN 978-2361040079)

## Expositions
Liste non exhaustive
- 2005 : État de lieux, avec Samuel Bollendorff, Philippe Brault, Julien Daniel, Guillaume Herbaut, Johann Rousselot, Visa pour l'image, Perpignan[7].
- 2014 : De terreur et de larmes, Couvent des Minimes, Visa pour l'image, Perpignan[8],[9].

## Prix et récompenses
- 2011 : Bourse - Aide à la production du CNAP pour son projet « Bons Amis » sur la réconciliation ivoirienne.

- 2014 : 3e prix Swiss Press Photo Award étranger, pour « Chaos en Centrafrique » publié entre autres par Le Temps, Le Monde et L’Express[3].
- 2019 : 1er prix Swiss Press Photo Award étranger, pour « La vie après Boko Haram » publié par Le Point[3].
- 2020 : Bourse Canon du documentaire vidéo court-métrage pour son projet « Bangui la coquette » sur l’organisation de Miss Centrafrique dans un pays touché par des flambées de violence[6].